# 磁阻效应
磁阻效應（英語：Magnetoresistance，簡稱），是指材料的電阻隨著外加磁場之變化而改變的效應，其物理量的定義，是在有無磁場下的電阻差除上原先電阻，用以代表電阻變化率。有多種可以稱為磁阻的效應：一些發生在大量非磁性金屬和半導體中，例如幾何磁阻，舒勃尼科夫-德哈斯振盪或金屬中常見的正磁阻。其他的效應發生在磁性金屬中，例如鐵磁體中的負磁阻或各向異性磁阻（AMR）。

## 發現
磁阻效應最初於1856年由威廉·汤姆森，即後來的开尔文勋爵發現，但是在一般材料中，電阻的變化通常小於5%，這樣的效應後來被稱為「常磁阻」（ordinary magnetoresistance, OMR）。他嘗試了鐵片，發現當電流與磁力方向相同時，電阻增加，當電流與磁力成90°時，電阻降低。然後他用鎳做了同樣的實驗，發現它以同樣的方式受到影響，但效果更大。這種效應被稱為各向異性磁阻（AMR）。

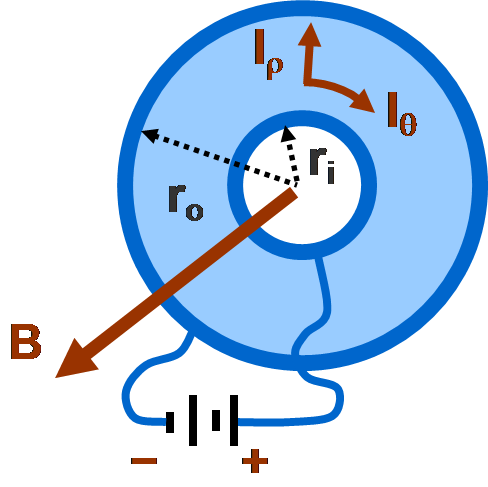
Corbino圓盤。隨著磁場關閉，由於電池連接在（無限）電導率邊緣之間，徑向電流在導電環中流動。 當沿著軸線的磁場接通時，洛倫茲力驅動電流的圓形分量，內外邊緣之間的電阻上升。這種由於磁場引起的電阻的增加被稱為“磁阻”。

在2007年，阿爾貝·費爾和彼得·格林貝格共同獲得諾貝爾獎，因为發現巨磁阻效應。

## 幾何磁阻
可以在Corbino圓盤上研究由於磁場對電流的直接作用引起的磁阻的一個例子（見圖）。它由一個具有完美導電輪輞的導電環組成。當沒有磁場時，電池驅動輪緣之間的徑向電流。當施加平行於環形軸的磁場時，由於洛倫茲力，電流的圓形分量也流動。 Giuliani提供了圓盤的討論。這個問題的最初興趣始於玻爾茲曼，並於1811年由Corbino獨立審查。
在一個簡單的模型中，假設對洛倫茲力的響應與電場相同，載流子速度v由下式給出：
{\displaystyle \mathbf {v} =\mu \left(\mathbf {E} +\mathbf {v\times B} \right),\ }
其中μ是載流子遷移率。求解出速度，我們發現：
{\displaystyle \mathbf {v} ={\frac {\mu }{1+(\mu B)^{2}}}\left(\mathbf {E} +\mu \mathbf {E\times B} +\mu ^{2}(\mathbf {B\cdot E} )\mathbf {B} \right)={\frac {\mu }{1+(\mu B)^{2}}}\left(\mathbf {E} _{\perp }+\mu \mathbf {E\times B} \right)+\mu \mathbf {E} _{\parallel },\ }
其中由於B場（對於垂直於該場的運動）的移動性的有效降低是顯而易見的。電流（與速度的徑向分量成比例）隨著磁場的增加而減小，因此器件的電阻將增加。 這種磁阻場景敏感地依賴於器件幾何形狀和電流線，並且不依賴於磁性材料。

## 各種磁阻效應
常磁阻（Ordinary Magnetoresistance, OMR）
對所有非磁性金屬而言，由於在磁場中受到洛伦兹力的影響，傳導電子在行進中會偏折，使得路徑變成沿曲線前進，如此將使電子行進路徑長度增加，使電子碰撞機率增大，進而增加材料的電阻。
巨磁阻（Giant Magnetoresistance, GMR)
巨磁阻效應存在於鐵磁性(如：Fe, Co, Ni)/非鐵磁性(如：Cr, Cu, Ag, Au)的多層膜系統，由於非磁性層的磁交換作用會改變磁性層的傳導電子行為，使得電子產生程度不同的磁散射而造成較大的電阻，其電阻變化較常磁阻大上許多，故被稱為「巨磁阻」。1988年由法國物理学家阿爾貝·費爾與德國物理学家彼得·格林貝格分別發現的巨磁阻效應，也被視為是自旋電子學的發源。
超巨磁阻（Colossal Magnetoresistance, CMR）
超巨磁阻效應存在於具有鈣鈦礦(Perovskite)ABO3的陶瓷氧化物中。其磁阻變化隨著外加磁場變化而有數個數量級的變化。其產生的機制與巨磁阻效應(GMR)不同，而且往往大上許多，所以被稱為「超巨磁阻」。
異向磁阻（Anisotropic magnetoresistance, AMR）
有些材料中磁阻的變化，與磁場和電流間夾角有關，稱為異向性磁阻效應。此原因是與材料中s軌域電子與d軌域電子散射的各向異性有關。
穿隧磁阻效應（Tunnel Magnetoresistance, TMR）
穿隧磁阻效應是指在鐵磁-絕緣體薄膜(約1奈米)-鐵磁材料中，其穿隧電阻大小隨兩邊鐵磁材料相對方向變化的效應。此效應首先於1975年由Michel Julliere在鐵磁材料(Fe)與絕緣體材料(Ge)發現；室溫穿隧磁阻效應則於1995年，由Terunobu Miyazaki與Moodera分別發現。此效應更是磁阻式隨機存取記憶體（MRAM）與硬碟中的磁性讀寫頭的科學基礎。

## 参阅
- 巨磁阻效应
- 超巨磁阻效应
- 磁阻式隨機存取記憶體(MRAM)